# I am a Model
『I am a Model』（アイ・アム・ア・モデル）は、矢沢永吉の11作目のスタジオ・アルバム。1983年7月20日発売。

## 概要
前作『YAZAWA It's Just Rock'n Roll』から7ヵ月振りの新作。発売日はコンサート・ツアー「I am a Model」の最中。矢沢が渡米以来、信頼を寄せ起用したエンジニア、ジム・アイザクソンが、本作ベーシック・リズム・トラック収録直後に急逝。矢沢は本作のライナーノーツに追悼文「永遠の友 Jim Isaacsonへ」を寄せている。

## 収録曲

### LP
| 全作詞: ちあき哲也（※M-2,補作詞: 矢沢永吉）、全作曲: 矢沢永吉。 |                                |                                      |            |      |
| #                                                               | タイトル                       | 作詞                                 | 作曲・編曲 | 時間 |
| 1.                                                              | 「ROCK YOU HIGH」              | ちあき哲也 （※M-2,補作詞: 矢沢永吉） | 矢沢永吉   | 4:09 |
| 2.                                                              | 「ミスティ misty」(※)          | ちあき哲也 （※M-2,補作詞: 矢沢永吉） | 矢沢永吉   | 3:44 |
| 3.                                                              | 「WHY YOU...」                 | ちあき哲也 （※M-2,補作詞: 矢沢永吉） | 矢沢永吉   | 3:57 |
| 4.                                                              | 「グッド・タイム・チャーリー」 | ちあき哲也 （※M-2,補作詞: 矢沢永吉） | 矢沢永吉   | 4:11 |
| 5.                                                              | 「このまま…」                  | ちあき哲也 （※M-2,補作詞: 矢沢永吉） | 矢沢永吉   | 3:47 |
| 合計時間:                                                       | 合計時間:                      | 19:48                                |            |      |

| 全作詞: ちあき哲也、全作曲: 矢沢永吉。 |                        |            |            |      |
| #                                      | タイトル               | 作詞       | 作曲・編曲 | 時間 |
| 1.                                     | 「酔えないシャンペン」 | ちあき哲也 | 矢沢永吉   | 4:41 |
| 2.                                     | 「M3/4」               | ちあき哲也 | 矢沢永吉   | 3:48 |
| 3.                                     | 「せめてダンシング」   | ちあき哲也 | 矢沢永吉   | 4:04 |
| 4.                                     | 「シーサイド#9001」    | ちあき哲也 | 矢沢永吉   | 3:57 |
| 合計時間:                              | 合計時間:              | 16:30      |            |      |

### CD
| 全作詞: ちあき哲也（※M-2,補作詞: 矢沢永吉）、全作曲: 矢沢永吉。 |                                |                                     |            |      |
| #                                                               | タイトル                       | 作詞                                | 作曲・編曲 | 時間 |
| 1.                                                              | 「ROCK YOU HIGH」              | ちあき哲也（※M-2,補作詞: 矢沢永吉） | 矢沢永吉   | 4:09 |
| 2.                                                              | 「ミスティ misty」(※)          | ちあき哲也（※M-2,補作詞: 矢沢永吉） | 矢沢永吉   | 3:44 |
| 3.                                                              | 「WHY YOU...」                 | ちあき哲也（※M-2,補作詞: 矢沢永吉） | 矢沢永吉   | 3:57 |
| 4.                                                              | 「グッド・タイム・チャーリー」 | ちあき哲也（※M-2,補作詞: 矢沢永吉） | 矢沢永吉   | 4:11 |
| 5.                                                              | 「このまま…」                  | ちあき哲也（※M-2,補作詞: 矢沢永吉） | 矢沢永吉   | 3:47 |
| 6.                                                              | 「酔えないシャンペン」         | ちあき哲也（※M-2,補作詞: 矢沢永吉） | 矢沢永吉   | 4:41 |
| 7.                                                              | 「M3/4」                       | ちあき哲也（※M-2,補作詞: 矢沢永吉） | 矢沢永吉   | 3:48 |
| 8.                                                              | 「せめてダンシング」           | ちあき哲也（※M-2,補作詞: 矢沢永吉） | 矢沢永吉   | 4:04 |
| 9.                                                              | 「シーサイド#9001」            | ちあき哲也（※M-2,補作詞: 矢沢永吉） | 矢沢永吉   | 3:57 |
| 合計時間:                                                       | 合計時間:                      | 36:18                               |            |      |

### 楽曲解説
1. ROCK YOU HIGH
2. ミスティ misty
  - 14thシングル。制作中は「YOU MADE ME CRY BABY」というタイトルだった。[1]
「WITHOUT YOU」に続き、2作目のミュージック・ビデオを制作。ハリウッドを舞台にしたドラマ仕立て。
3. WHY YOU...
  - 14thシングルB面曲。アルバム・バージョン
4. グッド・タイム・チャーリー
5. このまま…
6. 酔えないシャンペン
7. M3/4
8. せめてダンシング
9. シーサイド#9001
  - 15thシングル『Last Christmas Eve』のB面としてシングルカット。曲名の読み方は「シーサイド・ビラ・キューマルマルイチ」。[2]ライブでは歌詞の「にまい舌」を「あぶない舌」に変え歌っている[3]